# СТАН (литературная группировка)
Литературная группировка «СТАН»  — арт-сообщество, объединяющее писателей, философов, художников, журналистов, педагогов и общественных активистов для преодоления культурного кризиса и развития современного искусства на Украине.
«СТАН» входит в международную сеть менеджеров культуры TANDEM NETWORK, объединяющую около 100 организаций из Украины, Молдовы, Турции, Египта, Сирии и стран Европейского Союза.
«СТАН» является членом Украинской культурной сети.
Основатель литературной группировки — поэт Александр Сигида. Председатель реввоенсовета — Ярослав Минкин. В руководящий состав также входят писатель и философ Константин Скоркин, Константин Реуцкий, Любовь Якимчук и Александр Хубетов. В связи с разногласиями, вызванными событиями на Украине, поэтесса Елена Заславская вышла из СТАНа весной 2014.
Среди союзников литературной группировки — 20-кратная чемпионка мира по прыжкам с парашютом Валентина Закорецкая,, писатели Сергей Жадан , поэт Андрей Родионов,
Юрко Покальчук.

## Истоки

### Исторические предпосылки
Литературная группировка «СТАН» была основана в Луганске в 1999 году поэтом и философом Александром Сигидой, как альтернатива официальным писательским союзам. На первоначальном этапе существования группировки противостояние с анахроничными формами организации писательской жизни играли существенную роль.
В силу социокультурных особенностей края, авторам ЛГ «СТАН» изначально был свойственен космополитизм и языковая толерантность, стремление обозначить существование самобытной новой культуры Донбасса.

### Лингвистические особенности
Активное переплетение русского и украинского языков, сведение в пределах одного литературного фактурного слоя, текста нескольких языковых пластов (т.е «логосов» этих языков — высокого государственного языка, языка культуры, религиозно-философского, научного, бытового, низкого), придание тексту билингвистической окраски, естественно воспринимающейся жителями региона, способствовало более полной передачи картины мира, где люди разговаривают на разных языках, но отлично понимают друг друга,.
Многие авторы Литературной группировки «СТАН» двуязычны и создают тексты на обоих языках. Для достижения надстраивающих функций идеологической напряжённости языка и последовательного изнашивания литературных единиц, авторы используют суржиковые образования.

Суржик — это отдельное колоритное явление, смесь официального и литературного с народным. Суржик — огромный айсберг, который плывёт, создавая новые горизонты для творчества. Он как живой организм, который растёт, помогая тем самым отражать и создавать новые литературные формы. (поэт Александр Хубетов)

«Суржик — это языковая реальность, которая возникает вследствие определённых культурно-исторических условий. Суржик — живое явление, имеющие право на существование. Именно симбиозы, мутации и скрещивания литературных единиц способствуют отражению языковой реальности». (публицист и писатель Константин Скоркин)

На формирование идеологии ЛГ «СТАН» большое влияние оказывали философские воззрения А.Сигиды, К.Скоркина, А.Хубетова. В текстах, принадлежащих авторам ЛГ «СТАН», часто используются топонимические названия поздних сарматских времён, заметно влияние языка идиш.
Столкновение Большого Города и Дикой Степи, жизнь в больших промышленных городах, стоящих на семи ветрах, нашли своё отражение в большинстве произведений членов Литературной группировки «СТАН».
Авторам характерна фрагментарность («клиповость») подачи материала, многозначность общепринятых понятий, быстрая смена масштабов повествования, отсутствие разъяснения образности, художественные нагромождения, густота метафор.

## Направления деятельности

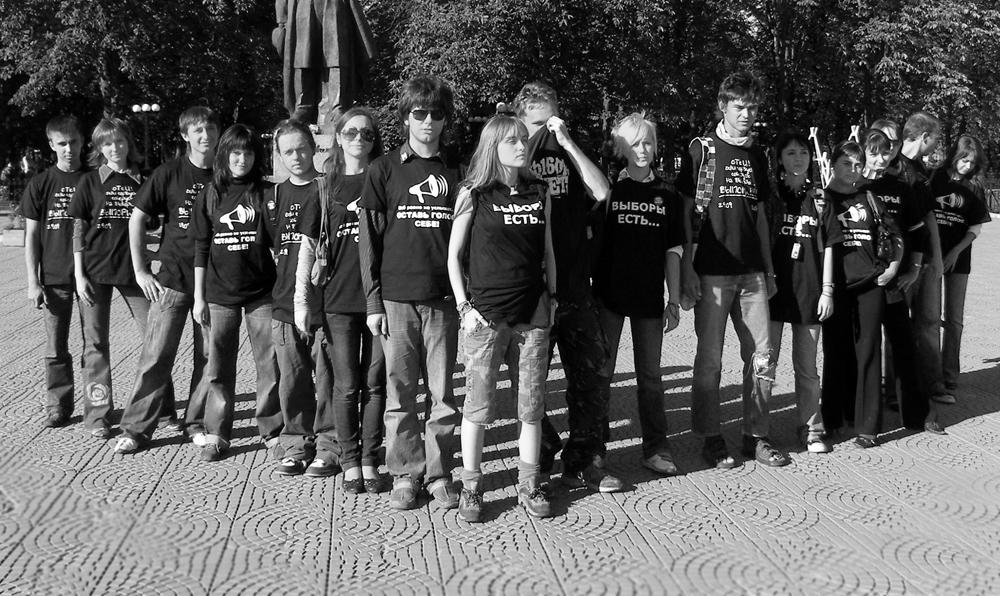
The boycott of elections in Ukraine, 2007

Литературная группировка «СТАН» действует во многих областях Украины, однако ядро организации по-прежнему находится в Луганске.
Среди видов деятельности группировки, можно выделить:
- Влияние на литературный процесс в регионе и Украине;
- Развитие межкультурного диалога и взаимная интеграция через искусство;
- Информирование общественности о культурных событиях и формирование общественного мнения;
- Поддержка современного искусства;
- Литературный процесс
- Акционизм и эстетический протест.

После серьёзного ухудшения состояния демократии на Украине, Литературная группировка «СТАН» бросила свои силы на решение социальных проблем украинского общества средствами современного искусства.

## Развитие межкультурного диалога и взаимная интеграция через искусство
ЛГ «СТАН» проецирует свою деятельность на диалогически культурное сотрудничество украинских деятелей искусства с коллегами из Евросоюза.

Мыслить глобально, действовать локально — это принцип, которого придерживается СТАН в своей текущей повседневной деятельности. Одна из наших главных задач связать местный, луганский контекст с глобальными европейскими культурными процессами. Ведь реальная евроинтеграция рождается не в кабинетах бюрократов, а в ходе культурного диалога, общения деятелей искусства из разных стран. Не стоит недооценивать влияния современного искусства на развитие демократии в Украине (голова правления ЛГ «СТАН» Ярослав Минкин)

## Информирование общественности о культурных событиях и формирование общественного мнения
В современных СМИ Украины превалирует провинциальный или инерционный подходы к освещению культурных вопросов, когда культурная журналистика существует, как необязательно приложение, которое поручают некомпетентным журналистам. По мнению лидеров Литературной группировки «СТАН» именно поэтому в современном украинском обществе царит безразличное отношение к культуре и гуманитарной политики государства.

### Портал «Давление света»
Интернет-портал новостей культуры «Давление света» является рупором Литературной группировки «СТАН». Данный Интернет-ресурс был создан в 2002 году для поддержки литературного процесса, освещения культурных событий на Востоке Украины и содействия межкультурному диалогу. В аналитическую группу портала «Давление света» входят как профессиональные журналисты и учёные, так и писатели, поэты и художники. Интернет-портал осуществляет связь регионального и глобального культурных контекстов, объединяет сообщества художников и журналистов, работающих с культурной тематикой. Спецификой портала является его двуязычие, благодаря чему «Давление света» способствует не только культурной интеграции в Европейский Союз, но и усиливает российско-украинский культурный диалог.
Главный редактор портала новостей культуры «Давление света» — Елена Заславская. Технический директор — Филипп Борисов. Руководитель аналитической группы — Константин Скоркин.

### Сеть журналистов и деятелей культуры
Формирование сети журналистов и деятелей культуры для широкого освещения культурных событий на Украине и пропаганды современного искусства. На данный момент информацию от ЛГ «СТАН» публикует более 50 региональных и всеукраинских СМИ. Куратором направления является Ярослав Минкин.

### Фестиваль «Тридцать второе мая»
Фестиваль «Тридцать второе мая» — ежегодный фестиваль кино в Луганской области. Цель мероприятия — информирование общественности о системных нарушениях прав ребёнка на Украине, актуализация проблемы насилия в семье и привлечение молодежи к активным действиям по предупреждению домашнего насилия и защите его жертв.
Организаторами фестиваля выступают Луганский областной дискуссионный клуб интеллектуального кино, Правозащитный центр «Поступ» и ЛГ «СТАН».

## Поддержка современного искусства
Деятельность литературной группировки направлена на развитие современного отечественного искусства в контексте мирового художественного процесса, формирование и реализацию программ и проектов в области современного искусства. Среди которых:
- популяризация и поддержка современного отечественного искусства;
- аналитическая и научно-информационная деятельность в области современного искусства;
- образовательная деятельность — семинары, мастер-классы;
- различные формы кураторской работы, позволяющие реализовать выставочные и аудио-визуальные проекты, инсталляции, перформансы, провести видео- и кинопросмотры, творческие встречи.

### Программа стажировок
Для повышения уровня культурной журналистики Литературная группировка «СТАН» проводит стажировку молодых журналистов и редакторов СМИ, а также студентов-филологов, культурологов и периодической прессы. Куратором стажировок выступает Елена Заславская.

### Областной дискуссионный клуб интеллектуального кино
Для разрешения многообразных задач художественно-эстетического образования и задач медиаобразовательного характера ЛГ «СТАН» сориентировал киноклубное движение.
В рамках программ — демонстрация кинолент спорного и неоднозначного характера.
Для модерирования дисскусионных тем был введён институт экспертов. В числе которых известные журналисты, деятели науки и культуры.

### Бренд города Луганск
В 2012 году представители Литературной группировки «СТАН» вошли в рабочую группу по созданию бренда города Луганска.
Разработка бренда была инициирована Луганским городским советом и обществом международного сотрудничества GIZ.

## Литературный процесс
С 2000 — ЛГ «СТАН» активный фактор литературного процесса Восточной Украины. Члены группировки — завсегдатаи топовых литературных тусовок. Среди них — победители и финалисты международных и всеукраинских конкурсов и слэм-турниров, лауреаты фестивалей и обладатели почётных литературных премий.

### Международная арена
Литературная группировка «СТАН» известна яркими выступлениями на международной сцене:
- Елена Заславская на берлинских чтениях Literaturwerkstatt «Zwischen Europa und etwas anderem — Poesie aus der Ukraine» (Германия, 2008);
- Любовь Якимчук в программе «Gaude Polonia» (Польша, 2010)
- Ярослав Минкин совершил литературный захват Европейского Парламента в Брюсселе[15] (Бельгия, 2011);* победа Ярослава Минкина и Елены Заславской на литературном слэм-турнире «Dzejas Slam»[16] в Риге (Латвия, 2011);

### Слэм-культура
Литературная группировка «СТАН» в значительной мере внесла вклад в развитие литературного слэма на Украине. С года члены ЛГ «СТАН» активно принимали участие в крупных поэтических турниров и завоевали признание украинской публики
- Елена Заславская прошла в финал первого украинского литературного слэма «ZEX» (Харьков, 2006) и получила звание «Председателя земного шара»[17] от жюри в составе: С.Жадан, Ю.Андрухович, Ю.Покальчук;
- Александр Сигида победил на первом луганском слэме[18] (Луганск, 2007);
- Ярослав Минкин сражался в финале всеукраинского турнира «Оберслэм» (Харьков, 2007);
- Ярослав Минкин стал победителем регионального соревнования[19] «Конкретный донецкий слэм» (Донецк, 2008);
- Ярослав Минкин получил перовое место на всеукраинском слэм-турнире победителей «Большой Киевский слэм»[20] (Киев, 2008);
- Ярослав Минкин и Елена Заславская победили на литературном слэм-турнире «Dzejas Slam»[21] в Риге (Латвия, 2011);

### Работа с авторами
Главным рецензентом творчества начинающих авторов является основатель Литературной группировки «СТАН» Александр Сигида. В рамках своей деятельности с 1999 по 2007 год он вёл литературную студию «Творческое объединение „СТАН“, редактировал ряд литературных альманахов.
Работая в Молодогвардейске, Александр Сигида дал литературную оценку более 300 рукописям, написал около 50 аннотаций и вступительных статей к авторським сборникам.

…Сейчас в Украине уникальная ситуация… существует огромный интерес к литературе, прежде всего у молодежи. Другое дело, что культурная жизнь происходит в изолированных лагунах. Это вообще главная проблема постинформационного общества — люди что-то делают в своем узком кругу, и не пересекаются со своими единомышленниками, из-за отсутствия общих дискуссионных площадок, из-за низкого интереса СМИ к культуре.
Нельзя замыкаться в гетто, необходимо преодолевать изоляцию. Вот луганская литературная группировка „СТАН“ делает большое дело, тем, что пытается осуществить коммуникацию между разными культурными слоями — украиноязычными, русскоязычными. Я стараюсь заниматься тем же в Харькове, где многие молодые люди чем-то интересным занимаются, но не знают о существовании другу друга (писатель Сергей Жадан)

## Реализованные проекты
Одним из приоритетных направлений Литературной группировки „СТАН“ является организация акций эстетического протеста и культурного неповиновения.

### Фестиваль „День защиты авангардного искусства“
В 2002 году проводился фестиваль с участием молодого поколения луганских художников и писателей, посвящённый защите авангардного искусства.

### Акции „Антивоенный митинг-концерт против войны в Ираке“ и „Благотворительный рок-концерт в пользу беспризорных детей“ совместно с ОО „Поступ“
13 апреля 2003 года „СТАН“ принял участие в митинге против войны в Ираке, 27 июня того же года — в благотворительном рок-концерте на пользу обездоленных детей.

### Акция „СТАН за выборы“
24 октября 2004 года проходила культурно-познавательная акция „СТАН“ за выборы» в рамках проекта «Молодежь в выборах».

### Акция «буровая уСТАНовка»
14 марта 2007 года проходила благотворительное выступление в пользу детского интерната в Макеевке.

### Литературный фестиваль-конкурс «Элита»
11-12 февраля 2006 года состоялся финал литературного фестиваля-конкурса «Элита». Поддержку в организации мероприятия оказали управление культуры и туризма Луганской областной администрации, Межрегиональный союз писателей, а также Восточноукраинской писательской организации имени Владимира Даля.
Всего во время конкурса были прослушаны выступления 25 участников. В фестивале приняли участие литераторы из Крыма, Львова, Черкасс, Донецка и Николаева.

### Акция «ФСБ руки прочь от Дзержинского»
21 апреля 2007 года Участники акции «ФСБ руки прочь от Дзержинского!» протестовали против публикации Федеральной службой безопасности России романтической переписки Феликса Дзержинского с его возлюбленной времён каторжной ссылки Маргаритой Николевой. Участники акции скандировали лозунги: «Руки прочь от Железного Феликса!», «Дзержинский тоже человек!».

### Первый луганский слэм
С 28 по 29 апреля 2007 года в Луганске прошёл II Всеукраинский литературный фестиваль «Давление Света». Областная универсальная научная библиотека имени А. М. Горького и Областной дом творческой интеллигенции «Светлица» стали временным пристанищем поэтов со всей Украины.
Второй фестивальный день ознаменовался прохождением первого Луганского поэтического слэма, победителем которого стал Александр Сигида.

### Революционный перформанс «Литературный переворот»
17 августа 2007 года члены ЛГ «СТАН» выступили с требованием ниспровергнуть основы буржуазного искусства на Украине и его идеологических сообщников в лице официальных писательских союзов. Участники акции выдвинули требования отмены копирайта, перенесения литературной столицы Украины в Луганск и объявили о начале гражданской войны в сфере эстетических смыслов.
В ходе акции была презентована художественная книга «Переворот» и Манифест Литературной Группировки «СТАН».
,

### Автопробег Анархо-Махновией
23 августа 2007 года, в канун Дня Независимости Украины, в Луганске стартовал автопробег по областям Украины, входивших в состав «Анархо-Махновии». Боевые тачанки литературных повстанцев под чёрными флагами ЛГ «СТАН» пересекли Луганскую, Донецкую, Днепропетровскую и Запорожскую области, напоминая приветствующей их публике о том, что Нестор Махно не только боролся за свободу трудового народа, но и, в перерывах между боями, любил гулять по их городам, играя на гармошке и исполняя песни собственного сочинения. Акция была направлена на преодоление тотальной капитализации идеологии и культуры и приурочена к выезду литературной делегации на родину Нестора Махно, в город Гуляйполе.

### Презентация Юрия Покальчука и открытие «острова Луганск»
31 мая 2007 года ЛГ «СТАН» инициировал организацию презентации художественной книги Юрия Покальчука «Кама Сутра» (Харьков: Фолио, 2007).,.

### Фестиваль «Кольори свободи»
В рамках празднования Дня Города, 8-9 сентября 2007 года, в Луганске проходил всеукраинский антифашистский фестиваль граффити «Кольори Свободи».
Тематические аспекты фестиваля ориентировали, на нежелание мирится с проявлениями фашизма на стенах собственных домов.
За два дня были забелены фашистские надписи на стенах города, преобразованные места заменили работами 15-ти райтеров (съехавшись из Киева, Запорожья, Харькова и Луганска). Работа по устранению антифашистских изваяний проходила под лозунгом « Расу НЕ выбирают».
Мероприятие проходило при поддержке исполкома Луганского горсовета.

Нам очень понравилось! Райтеры не привыкли рисовать на стенах среди бела дня, ведь за это можно угодить в милицию. А здесь, в Луганске, для нашего творчества были выделены лучшие (в смысле местонахождения) стены города.<sup 

### Кампания «Выборы есть — выбора нет»
В октябре 2007 год ЛГ «СТАН» был проведён ряд эстетических акций по бойкоту внеочередных выборов народных депутатов Украины, как проявления тотального надувательства и политической коррупции. Итогом которых стал перформанс «Оставь свой голос себе!». Молодые художники и литераторы с заклеенными чёрным скотчем ртами при помощи языка жестов призывали людей не участвовать в грязной комедии выборов.

Голосуя за ту или иную политическую силу мы берем на себя ответственность за их действия, мы развязываем их грязные руки и закрываем глаза на творящиеся злодеяния. Пора понять, что ни одна политическая сила не способна вывести страну из кризиса. Только Культурная Революция, только полная Свобода и народовластие способно изменить ход истории. Мы открыто призываем не ходить на выборы и не пачкать руки о бюллетени. Украина должна стать свободной и независимой!(председатель правления ЛГ «СТАН» Ярослав Минкин)

### Акция «Интеллектуальные бои без правил»
24 октября 2007 года в формате круглого стола проходила акция «Интеллектуальные бои без правил», организаторами мероприятия выступили ЛГ СТАН совместно с Философским Монтеновским обществом.
Круглый стол был посвящён обсуждению книги «Анафема Маяковского или апокалипсис XX столетия». В ходе дискуссии московский писатель, исследователь творчества Владимира Маяковсого,Бронислав Горб пытался убедить участников дискуссии в том, что поэт был ярым критиком коммунистического режима и не поддерживал революционных перемен в стране. Оппонентом выступил видный левый интеллектуал Луганска Арсентий Атоян.

### Акция «Великая Ноябрьская книжная революция»
9 ноября 2007 года состоялась акция, посвящённая Дню украинской письменности. Организацией книжного флеш-моба в городе Луганске занимались ЛГ «СТАН» совместно с издательством «Фолио».
Агитационно-популяризаторские принципы проводимой акции включали в себя ряд проблем, связанных с нерациональным подходом книжных магазинов к продаже украинской литературы.

### Фестиваль „ Докудейс ЮА“
В ноябре 2007 года состоялся Четвёртый Международный фестиваль документального кино о правах человека „Украинский контекст“. В рамках мероприятия были представлены яркие киноленты, отмеченные жюри и зрителями фестиваля на премьерных показах в Киеве.
В Луганске показ фильмов Международного фестиваля прошёл под названием „Докудейс ЮА“. Киноленты освещали широкий спектр правовых и социальных проблем.
Организация тематического кинофестиваля в Луганске, была инициирована Благотворительным фондом „Живая традиция“ совместно с ЛГ „СТАН“.

### Акция „Ледяное представление“
16 февраля 2008 года ЛГ „СТАН“ совместно с театром „homo ludens“ проводил акцию, основанную на синтезе литературы и театра на „молекулярном“ уровне. В постановке театра „homo ludens“ каждое слово в действиях визуализировалось, что помогло создать бесконечный ассоциативный ряд в сознании у зрителя.

### Арт-террористический фестиваль в трамвае „Восстание“
29 февраля 2008 года в Луганске, захватом трамвая № 6, стартовал арт-террористический фестиваль актуального искусства „Восстание“. Действия протеста были направлены против попыток местных правительственных чиновников оставить город без экологически чистого транспорта, трамвая. Больше трехсот участников акции, скандируя „Мир! Труд! Трамвай!“, и „Трамвай — не средство передвижения, а пространство, для творчества“, передвигаясь центром города под знаменами ЛГ „СТАН“ впервые откровенно заявили о начале культурного сопротивления на Украине. В захваченном арт-террористами трамвае состоялось открытие выставки изобразительного искусства, литературные чтения и выступление музыкантов.

### Акция „С днём рождения“
7 апреля 2008 года состоялся флеш-моб, посвящённый дню рождению, „патриарху восточноукраинского неомодерна“ — Василию Голобородько
Участники акции поздравляли прохожих с днём рождения и вручали им распечатанное на листах бумаги стихотворение писателя „Золотий птах“.

С днем рождения!» — только первый шаг к тому, что Голобородько будут читать не только в переводе на английский, немецкий, французский, испанский, португальский или польский, а и в оригинале, на его Родине. (поэтесса Любовь Якимчук)

### Фестиваль «Белорусская весна»
16-17 апреля 2008 года в Луганске были проведены кинопоказы, вошедшие в программу фестиваля «Белорусская весна». Идейные ориентиры фестиваля были сосредоточены на стремлении показать украинскому зрителю свежую и яркую белорусскую культуру.

Несмотря на то, что белорусы являются наиболее близким для нас народом, нам почти ничего не известно про современную белорусскую культуру" (координатор фестиваля Олександр Демченко) (недоступная ссылка)

Логотипом проекта стала подводная лодка цветов национального знамени Белоруссии, символизм которого предусматривал погружение в неопознанные глубины белорусской культуры, скрытой под толщей клише и стереотипов.

### Акция «Девочки снимают девочек»
[14 мая 2008 года ЛГ «СТАН» совместно с Луганским отделением Национального союза фотохудожников Украины реализовал синтетический проект «Девочки снимают девочек». В ходе мероприятия было представлено около 70 работ фотографов из Луганска, Донецка, Киева, проходили литературные чтения, боди-арт-перформанс. Их целью было показать многогранность и многоликость женщины.
.

### Фестиваль «Кино под звездами»
31 мая 2008 года состоялся ночной фестиваль социальных юношеских фильмов под открытым небом. Демонстрация документальных и художественных кинолент, остро затрагивающих проблемы современной молодежи инициирована ЛГ «СТАН».

### Фестиваль «Заводная отбивная»
18-19 октября 2008 года ЛГ «СТАН» совместно с Луганским дискуссионным клубом интеллектуального кино и Организацией «Street art of Lugansk» проводили антиглобалистический фестиваль, формой выражения которого стала выставка социальной художественной фотографии «Фотореальность». Фестиваль был направлен против негативных последствий глобализации. Революционно-культурные способы предотвращения духовного регресса нашли отражения в концептуальных работах художников, фотографов и стриарте команд [D&K], M&M, Gҡольоры.

### Акция «OTRO CIELO»
15 ноября 2008 года ЛГ «СТАН» представил программу «OTRO CIELO» — загляни в «другое небо»! Мероприятие посвящалось современному украинскому писателю и путешественнику Юрия Покальчука, друга Литературной группировки. Чтобы почтить память поэта объединились музыканты, художники, литераторы, приехавшие со всей Украины в Луганск. В рамках программы состоялось выступление группы «Собаки’s лгут» и был презентован социальный плакат от Mr.WНАТа.

Мы хотим отдать дань человеку, который многое сделал для того, чтобы Луганск перестал быть «белым пятном» для культурной жизни Украины. Трудно писать мемориальные строки, трудно найти нужный тон, чтобы не сбиться в пошлость, трудно найти нужные слова. Скажу коротко — Юрий Покальчук помог мне в осуществлении, хотя бы частичном, моей мечты. Мечты о том, чтобы Луганск, наконец, перестал быть пугалом для Украины и по заслугам занял бы своё достойное место на карте современного искусства. Чтобы унизительный статус глухой провинции ушёл в небытие. Трудно найти союзников в борьбе против болота, когда одни считают, что «так и надо», а другие считают болото естественной средой обитания. Покальчук оказался верным союзником и другом. (публицист и писатель Константин Скоркин)
<sup 

### Акция «Пасека»
25 декабря 2008 года ЛГ «СТАН» совместно с Луганским Дискуссионным Клубом Интеллектуального Кино и Студией «s3t art» организовал новогодний хеппининг «Танец Пчелы», на основе демонстрации легендарного андеграундного фильма «ПАСЕКА».

### Акция «КУЛІ ТРЕБА?!»
22 мая 2009 года, в Луганске, ознаменовалось арт-вечеринкой, посвящённой 10-летию ЛГ «СТАН». Окончание второго пятилетнего цикла работы организации официально состоялось на пресс-конференции в помещении КБО «Юла». В рамках которой были представлены материалы по наиболее загадочным акциям группировки: «ФСБ, руки прочь от Дзержинского», «Литературный переворот», «Автопробег по Анархо-махновии», «Захват трамвая» и окончательному роспуску всех официальных писательских союзов Украины, как приспешников оккупационного политического режима.
Торжественное празднование десятилетия Литературной Группировки «СТАН» было открыто праздничным парадом повстанцев эстетических протестов.

«КУЛІ ТРЕБА ?!» — это главный вопрос, на который нам, людям искусства, придётся ответить в новом тысячелетии. Ведь художник сегодня — это не просто художник — это личность, способная вести за собой несогласных, выкорчевывая тернии бюрократизма, которые столько лет застили нам звезды, -и многие из собравшихся здесь могут твёрдо ответить вам: «КУЛІ ТРЕБА!!!». (председатель правления ЛГ «СТАН» Ярослав Минкин)

«КУЛІ ТРЕБА ?!» — это общий творческий продукт поэтов, музыкантов, фотографов и художников. Особенность акции — интерактивный формат, когда зритель не только наблюдает, но и активно участвует в происходящем".(заместитель главы правления ЛГ «СТАН» Елена Заславская)

### Акция «Гуляймо разом!»
26 августа 2009 года состоялась арт-вечеринка, посвящённая приезду поэтов с Западной и Восточной Украины.
В рамках мероприятия были продекламированы стихотворения собравшихся поэтов и презентована книга «Лили Марлен», авторства Сергея Жадана.

### Акция «Заговор молчания»
30 ноября 2009 года проходила всеукраинская акция в поддержку политзаключенных.
Организацией акции в Луганске занялась ЛГ «СТАН».Акция была направлена на прорыв информационной блокады относительно инцидента с задержанием в Киеве художника-акциониста Александра Володарского, организовавшего перформанс у стен Верховной Рады.
Символической атрибутикой мероприятия стал рушник с хлебом, в середину которого воткнут напильник для художника. В ходе акции состоялась передача петиции в поддержку заключённого.

### Аутодафе-перформанс «В огонь инквизиторов»
30 марта 2010 года, главный редактор и заместитель главы правления ЛГ «СТАН», в протест Межрегиональному союзу писателей Украины на вызов её для разбора личного дела — сожгла свой членский билет. Акция состоялась возле памятника Владимиру Далю.

Этим символическим актом я порываю со своим литературным прошлым. Аутодафе — это акт веры, пусть эта горящая советская корочка станет актом моей веры в свободу творчество без цензоров и литературных бюро. Это очищающий огонь!(заместитель главы правления ЛГ «СТАН» Елена Заславская) (недоступная ссылка)

Мы собрались возле памятника Владимиру Далю. Пусть его тень станет магическим щитом, прикрывающим нас от ядовитого излучения советских писателей. Пусть Казак Луганский пронзит своим копьем гидру михалковщины, спекторщины, цыганковщины и серебряковщины!(публицист и писатель Константин Скоркин) (недоступная ссылка)

### Акция «Мода на труд»
1 мая 2010 года состоялась популяризаторская акция рабочих специальностей, направленная на утверждение духовной составляющей труда как такового. Лозунгом мероприятия стали слова «Забудем о престиже-доходе-успешности! За чистый труд, за прекрасного человека!». Визажисты и парикмахеры помогли участникам акции преобразиться в людей труда.

### Премьера фильма «Ницше в России»
21 мая 2010 года в рамках заседания Философского Монтеневского общества, одной из старейших интеллектуальных студий Луганска, ЛГ «СТАН» организовал украинскую премьеру фильма Нины Шориной «Ницше в России».
Сложный и неоднозначный киноязык этой ленты вызвал оживленную полемику. В ходе дискуссии, в которой принимали участие, как профессиональные ученые-философы и религиеведы, так и рядовые зрители, были высказаны диаметрально противоположные мнения по поводу, как творения Нины Шориной, так и жизни и творчества Ницше — от категорического неприятия до апологии.

### Акция «СТАН против Сталина»
27 мая 2010 года в Луганске по улицам разгуливала «мумия Сталина», вызванная политиками, заигрывающими с тенями тиранов ради собственного пиара. Такой вид приобрела акция ЛГ «СТАН», участники которой призывали людей называть фамилии близких и известных людей, репрессированных во времена кровавого генсека.
Данная акция была вызвана установкой памятника коммунистическому вождю в Запорожье и размещением билбордов с его изображением в Луганске.
.
Предсказуемо негативной была реакция старшего поколения. Некоторые пожилые люди называли СТАНовцев «агентами Тягнибока» и «фашистами».

Возле Луганского национального университета студенты писали на «мумии» имена поэтов Украинского «расстрелянного Возрождения». Один парень написал имя своего репрессированного родственника. Некоторые молодые люди относились к происходящему либо безразлично, либо как к цирку". (Константин Скоркин, публицист).,

### Акция «Хороший писатель — мертвый писатель»
11 июля 2010 года ЛГ «СТАН» протестовала против предложений министра образования Дмитрия Табачника, исключить из школьной программы здравствующих писателей, в числе которых классики Лина Костенко и Василий Голобородько
В ходе мероприятия, аукционисты отправили министру нашпинговоную сырым мясом школьную хрестоматию. Подобная гражданская активность и радикальность действий ЛГ «СТАН» вызвала волну публикаций в местной и центральной прессе, авторы которых обвиняли участников объединения в политической ангажированности. Ответом на обвинения стали «Июльские тезисы», обосновывающие потребность художника быть на острие протестных настроений в обществе.

Поводом для нашей акции стало заявление министра образования Дмитрия Табачника о том, что из школьных хрестоматий по украинской литературе необходимо изъять произведения живых, современных авторов. При этом министр ссылается на европейскую практику, согласно, которой якобы не принято изучать современников. Таким образом, согласно логике Табачника — хороший писатель — это мёртвый писатель. Вот мы и решили презентовать министру сегодня новую хрестоматию, в том, виде как она будет выглядеть уже без живых авторов.(председатель правления ЛГ «СТАН» Ярослав Минкин)

### Фотоконкурс «Луганск без грима»
Осенью 2010 года ЛГ «СТАН» и «Давление света» реализовали один из самых масштабных своих спецпроектов — конкурс социальной фотографии «Луганск без грима».
Более месяца усилиями фотохудожников и фотолюбителей создавался альтернативный взгляд на Луганск, способом документирования проблемных зон и не устраивающих участников мест города.
Победителей конкурса определяло открытое рейтинговое голосование на сайте «Давления света». Итоговая выставка фотоконкурса состоялось 20 октября 2010 года.

### «Живая библиотека»
К международному дню толерантности 22 ноября, в Луганске представители ЛГ «СТАН» провели первую региональную «Живую библиотеку».
«Живая библиотека» — это интерактивное мероприятие, направленное на распространение идеи межкультурного диалога и предупреждение расизма и ксенофобии в студенческой среде. Мероприятие было подготовлено совместно с правозащитным центром «Поступ», при поддержке Международной Организации по Миграции. Луганские студенты общались с музыкантами из Китая и футболистом из Нигерии, преподавателем арабского языка, помощником имама из Татарстана и экстравагантной ромской девушкой.

### Антология социальной поэзии
2 сентября 2011 года состоялась презентация новой книги ЛГ «СТАН» с эпатажным названием «Уроки вредительства, диверсий и шпионажа», позаимствованным у пропагандистской брошюры времён сталинского террора. Ключевая идея антологии — объединить под одной обложкой поэтов, затрагивающих в своих стихах острые проблемы современности
.

Одна из главных проблем современной украинской литературы — это её отрыв от дня сегодняшнего. Создаётся ощущение, что наши литераторы умом и сердцем живут либо в Советском Союзе, либо в какой-то вымышленной стране, благополучной и европейской. Сегодня Украина погрязла в политическом и экономическом кризисе, и сегодня, как во все мрачные времена, должен звучать голос поэтов, обличающих тиранов и взывающих к человеческому достоинству. Украинская литература в огромном долгу перед обществом, и наша книга — скромная попытка этот долг вернут.(публицист и писатель Константин Скоркин)

Среди авторов антологии местные литературные знаменитости, такие как Елена Заславская, иностранный гость — россиянин Андрей Родионов и авторы всеукраинского масштаба, представленные Сергеем Жаданом.

Эта антология — первый шаг в расширении издательской деятельности нашей литературной группировки и, соответственно, расширение пространства её борьбы. Впервые мы собрали сборную авторов, выводящую СТАН из разряда сугубо провинциальных, локальных культурных инициатив.
(председатель правления ЛГ «СТАН» Ярослав Минкин)

### Кампания «Пробуждение жизни»
В октябре 2011 года была проведена информационно-просветительская кампания «Пробуждение жизни», направленная на привлечение внимания общественности к проблемам паллиативной и хосписной помощи на Украине. Кампания была инициирована Литературной группировкой «СТАН» при поддержке Международного фонда «Возрождение».
В рамках мероприятия поэты, писатели, фотографы и художники объединили свои силы, чтоб напомнить о людях, нуждающихся в поддержке в последние дни своей жизни.

Иногда, за один день человек может сделать больше, чем за всю жизнь. Тому есть много примеров из истории. Мы считаем, что очень важно понимать ценность жизни каждого человека, его уникальность и потенциал. Тяжелобольные люди — это совесть общества, которую мы постоянно пытаемся не замечать. (председатель правления ЛГ «СТАН» Ярослав Минкин)

Месяц паллиативной и хосписной помощи в Луганске начался с информационных мероприятий при участии ведущих специалистов в области паллиативной помощи, а также экспертов из Международного фонда «Возрождение» и Благотворительного фонда имени Ю. Ененко. Координатор кампании доступа к обезболивающим МФ «Возрождение» Надежда Колесникова специально прибыла в Луганск, чтоб рассказать о существующих проблемах, связанных с паллиативной помощью, ответить на многочисленные вопросы прессы и попытаться подтолкнуть общество к поиску решений для улучшения ситуации, как в Луганской области, так и на Украине в целом.
Для изменения отношения молодежи к тяжело больным людям и привлечения студентов и школьников к работе волонтёрских организаций состоялась выставка социально ориентированной художественной фотографии «СТОП боль». В рамках которой были представлены тематические подборки Анастастасии Прониной, Инги Телекановой, Ольги Вороновой, Тамары Евграфовны, Кирилла Почтаренко и куратора выставки Александры Черныш.

Что нам смерть? Что для нас рак? Странная тенденция развивается на сегодняшний день: в жизнь почти каждого человека проникает онкология, забирая родных, близких, знакомых. И если провести параллель с историей человечества — это очень похоже на войну. Поэтому мы, фотографы и художники, как военные репортёры, готовы выйти на амбразуру вместе с теми, кто гибнет и борется! Мы попытаемся открыть не ведающим и равнодушным всю остроту этой проблемы не где-то в мире, а совсем рядом, «дома», в нашем регионе! Мы пропускаем боль через наш ум и сердце для того, чтобы дать свою оценку происходящему на невидимом фронте 21 века!" (куратор выставки Александра Черныш)

Усилителем просветительского компонента кампании «Пробуждение жизни» стали просмотры и обсуждения фильмов «Waking life» Ричарда Линклейтера и «Внутри я танцую» Дэмиена О’Доннелла.

…"СТАН" — это, пожалуй, самая мощная и деятельная из современных украинских поэтических группировок. Здесь ощущается биение жизни (переводчик Е.Чуприна) 